# هه‌وون دختر هیچ‌کس
هه‌وون دختر هیچ‌کس (انگلیسی: Nobody's Daughter Haewon; کره‌ای: 누구의 딸도 아닌 해원) یک فیلم درام سال ۲۰۱۳ کره جنوبی به کارگردانی هونگ سانگ سو است. روایت این فیلم در قالب یک دفتر خاطرات نقل می‌شود و جونگ اون چه و لی سون کیون در آن بازی کردند.
این فیلم در اولین نمایش جهانی خود در شصت و سومین جشنواره بین‌المللی فیلم برلین به نمایش درآمد.
هه‌وون دختر هیچ‌کس به عنوان بخشی از جشنواره بین‌المللی فیلم هنگ‌کنگ ۲۰۱۳ انتخاب شد.
این فیلم در جایگاه شماره هشت فیلم‌های برتر سال ۲۰۱۳ فهرست کایه دو سینما قرار گرفت.